# Helsonia plata
Helsonia plata là một loài nhện trong họ Desidae. Chúng được miêu tả năm 1970 bởi Raymond Robert Forster, và chỉ được tìm thấy ở New Zealand.